# Università Fudan
L'Università Fudan (复旦大学S, Fùdàn DàxuéP) di Shanghai è un'antica università cinese membro della Lega C9. Consta di quattro campus: Hándān (邯郸), Fēnglín (枫林), Zhāngjiāng (张江) e Jiāngwān (江湾).

## Storia

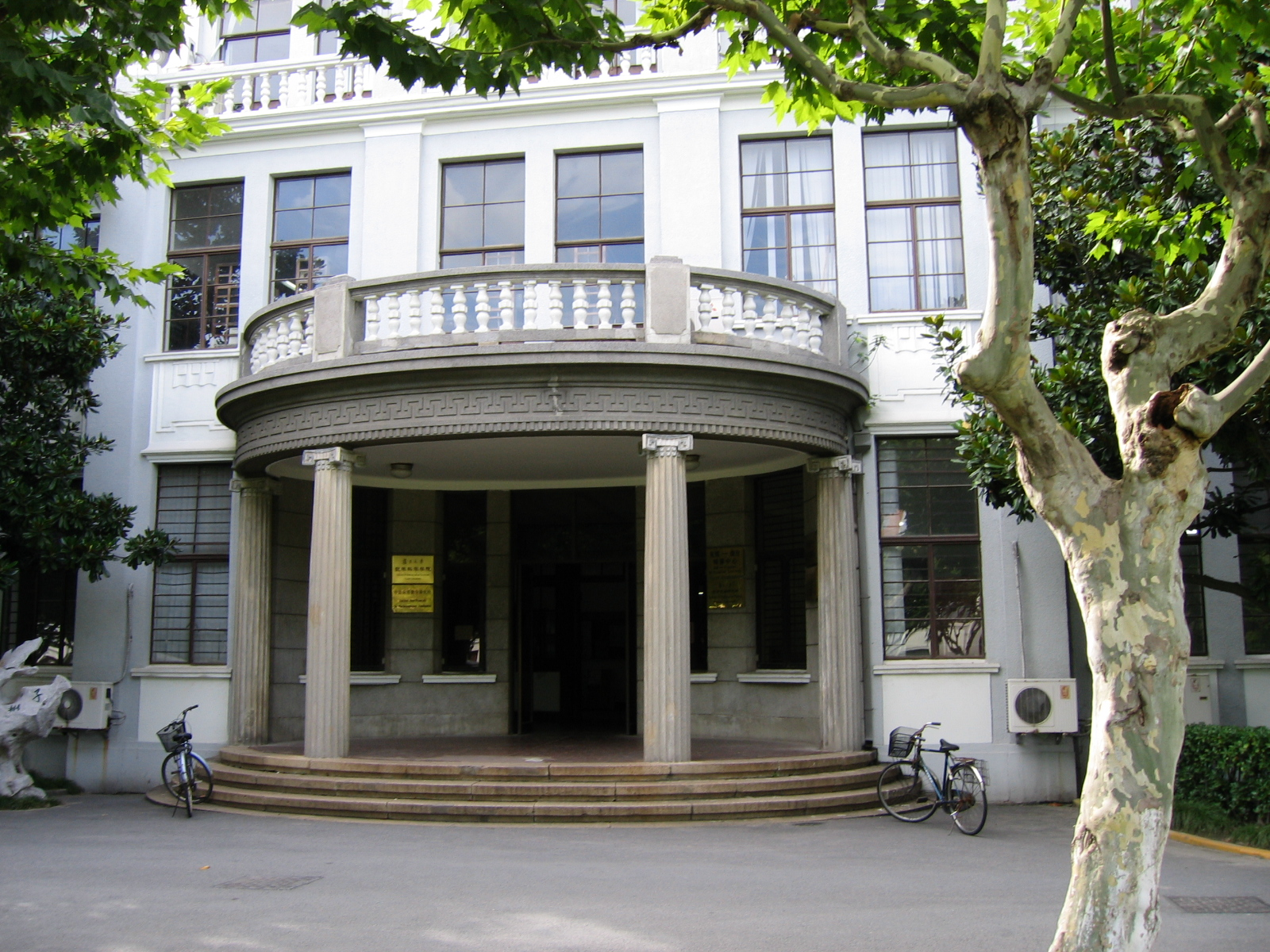
L'edificio di matematica, uno degli edifici più antichi dell'università

L'università Fudan nasce come Collegio Fudan nel 1905, negli ultimi anni della dinastia Qing. I caratteri cinesi Fu (复) e Dan (旦), dal significato letterale "la luce celeste splende, giorno dopo giorno", furono scelti dall'educatore e storico Padre Ma Xiangbo (马相伯S, Mǎ XiāngbóP) prendendo una frase dei Classici Confuciani:-"Itineranti come il crepuscolo, il sole e la luna brillano" (尚书大传-虞夏传). Nel 1911, durante la Rivoluzione Xinhai, il collegio fu adibito a quartier generale dell'esercito Guangfu e rimase chiuso per un anno. Il motto dell'università è:-"Studiare estensivamente, aderire alle aspirazioni, indagare con zelo e riflettere con abnegazione" (博学而笃志, 切问而近思), ed è tratto dal libro Dialoghi di Confucio (论语-子张, 19.6).
Successivamente, il nome divenne Scuola Pubblica Fudan e, nel 1917, Università Privata Fudan (私立 "复旦" 大学).
Nel 1929 l'università includeva anche una scuola media, una scuola di preparazione all'università e 17 dipartimenti che coprivano altrettante discipline nei campi delle Arti, delle Scienze, della Giurisprudenza e del Commercio.
Nel 1937, l'università seguì il Kuomintang nella città di Beibei, nella provincia interna di Chongqing, capitale temporanea. Nel 1941 il Governo Nazionale della Repubblica di Cina trasformò l'Università Fudan in istituzione pubblica con il nome Università Nazionale Fudan (国立 "复旦" 大学). Cinque anni dopo tornò a Shanghai.
Con la nascita della Repubblica Popolare Cinese, la Università Nazionale Fudan tornò al nome Università Fudan in quanto nel nuovo stato socialista tutte le università sarebbero state pubbliche. Nel 1952 la Fudan fu la prima università ad essere riformata secondo il modello educativo sovietico. I dipartimenti originali furono modificati, raccogliendo interi dipartimenti da almeno dieci altri atenei della Cina orientale. Nel 2000 la Fudan si fonde con l'Università Medica di Shanghai.

## L'istituzione

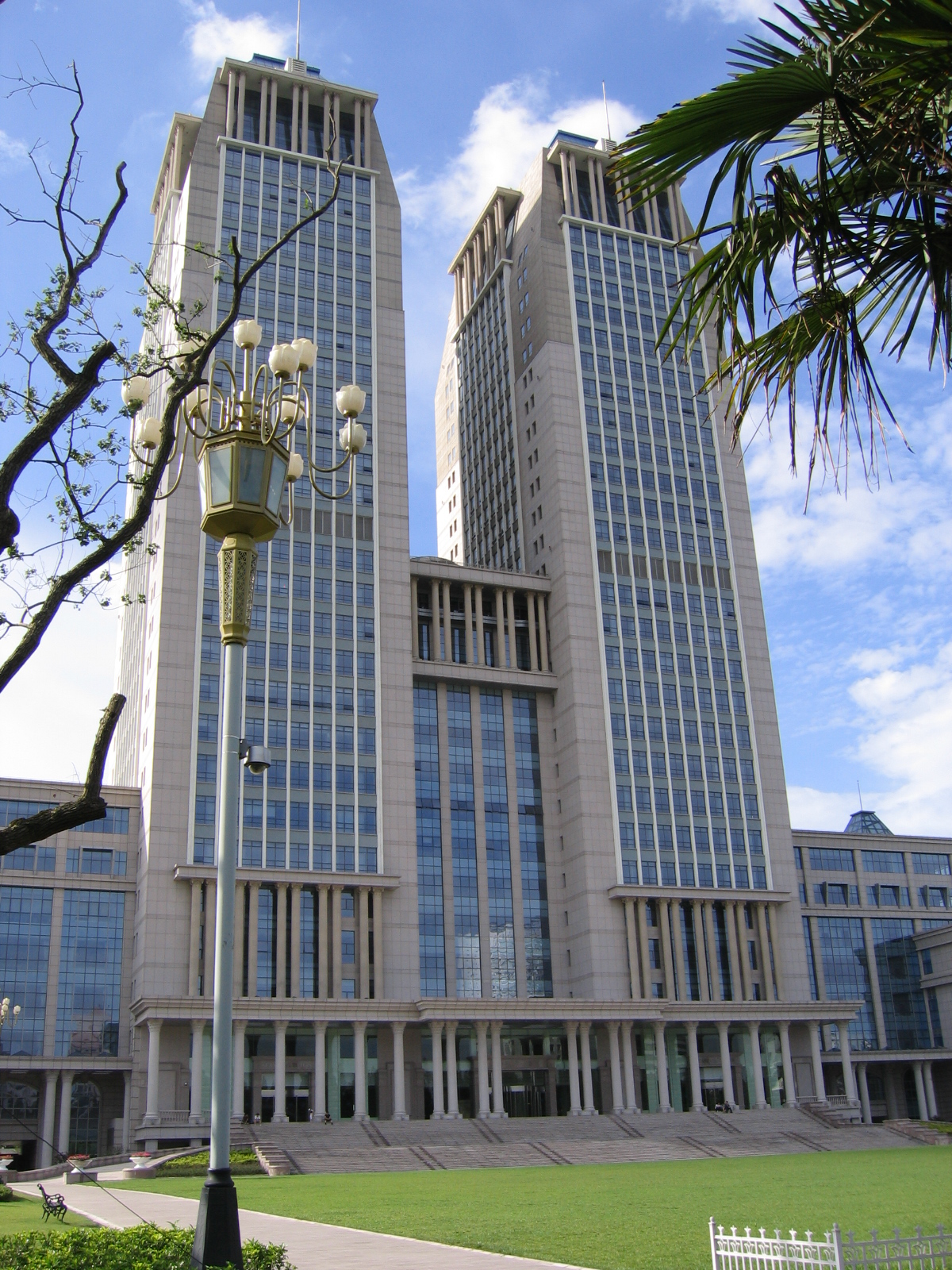
Torri Gemelle Guanghua

### Organizzazione
L'Università Fudan comprende 17 scuole, 69 dipartimenti, 73 corsi di laurea, 201 corsi di laurea specialistica, 134 dottorati di ricerca.
Inoltre comprende svariati laboratori, tra cui 5 laboratori chiave nazionali.
Nel 2011 erano iscritti più di 45'000 studenti sia a tempo pieno sia in programmi di formazione continua oppure online. Inoltre gli studenti internazionali erano circa 1760, posizionando la Fudan al secondo posto in Cina per l'attrattività internazionale. Il corpo docente comprende oltre 2400 professori e ricercatori, tra i quali 30 accademici dell'Accademia Cinese delle Scienze e dell'Accademia Cinese dell'Ingegneria. La Fudan comprende 10 ospedali universitari, tra i quali l'Ospedale Zhongshan e l'Ospedale Huashan, che integrano servizi medici, formazione medica e ricerca.
La Fudan è membro di Universitas 21, un consorzio internazionale di Research Universities.
Le Torri Gemelle Guanghua (光华双子楼S) situate al centro del campus e alte 140,5 m sono il più alto edificio universitario cinese.
Infine, all'interno del campus Hándān è situata una Scuola Superiore tra le più prestigiose di Shanghai.

### Biblioteca
La Biblioteca Universitaria Fudan fu fondata ufficialmente nel 1922, ma coglie l'eredità della preesistente Sala di Lettura di Wu Wu, attiva fin dal 1918. Oggi comprende una biblioteca di arti liberali, di scienze e di medicina, per una superficie totale di 29000 metri quadri. La biblioteca pubblica due giornali: China Index e Information Services of the Higher Education Institutions in Shanghai.
Nel 2004 la collezione della biblioteca comprendeva quasi quattro milioni e mezzo di libri, pubblicazioni scientifiche, quotidiani e audio-visivi. Della collezione fanno parte quattrocentomila libri di classici cinesi rilegati a filo (tra i quali settemila copie rare) e centomila libri pubblicati sotto il governo della Repubblica di Cina.

## Campus

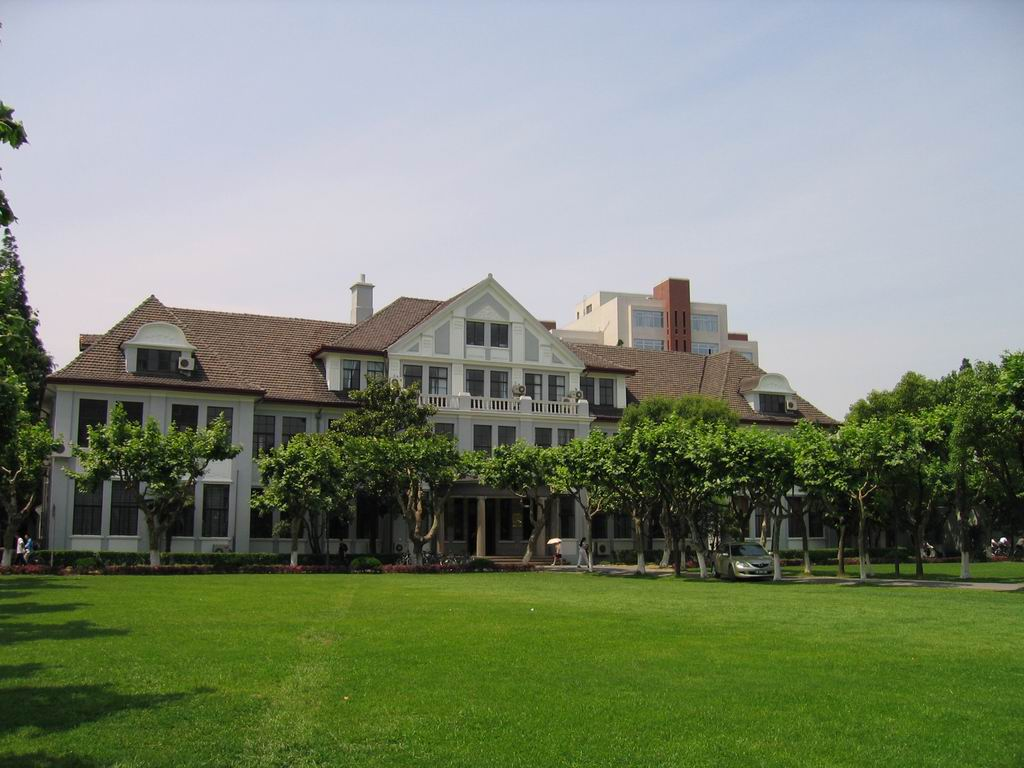
Handan campus. Lo Zibinyuan Building

La struttura dell'ateneo viene chiamata "un corpo, due ali"; il "corpo" è formato dal campus di Hándān (邯郸) e dal campus di Jiāngwān (江湾), che sono a poco più di 3 km di distanza, e le "ali" sono il campus Fēnglín (枫林) e il campus Zhāngjiāng (张江). I quattro campus si trovano tutti a Shanghai.

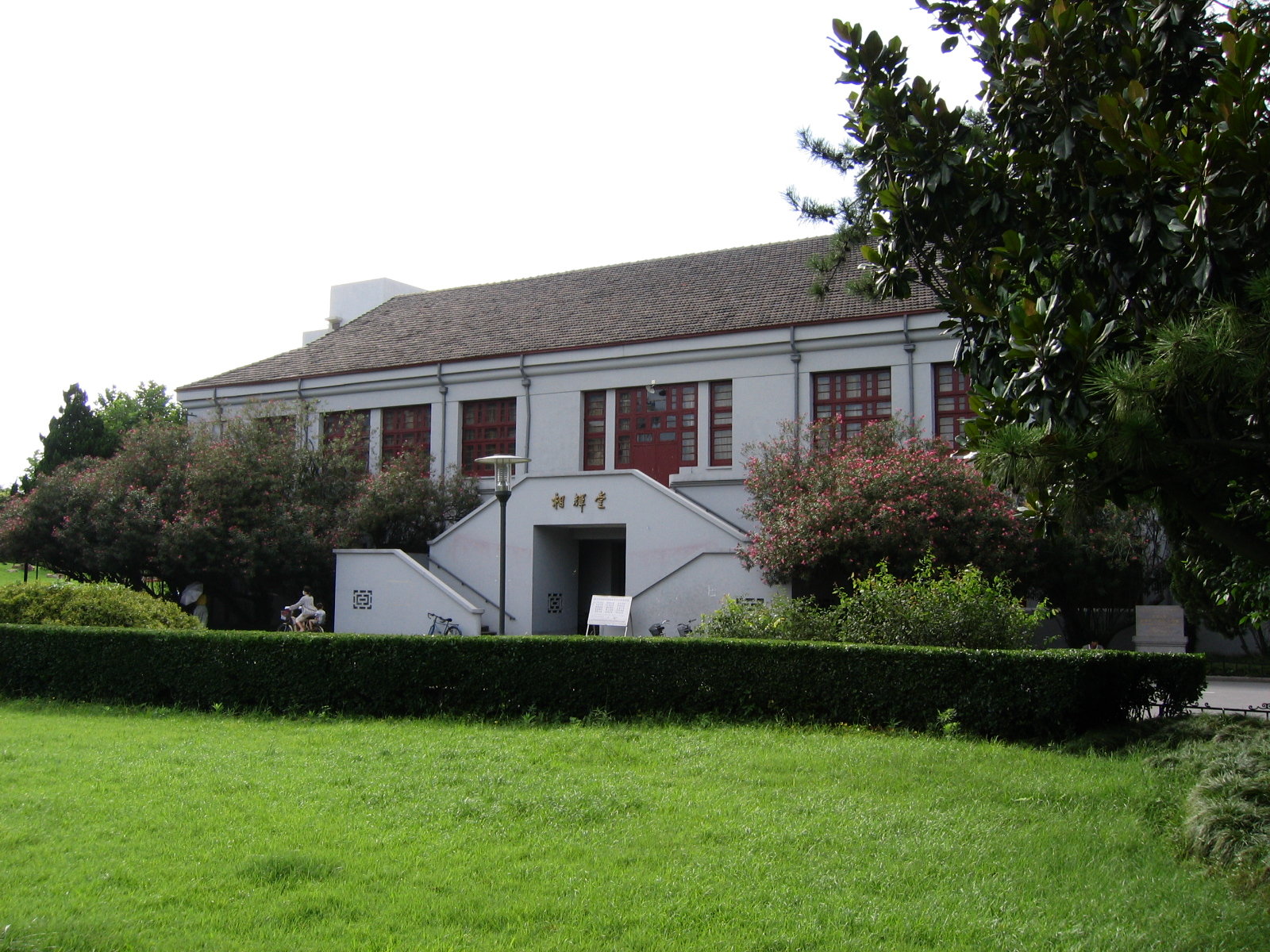
Auditorium Xianghui

### Hándān (邯郸)
Il campus di Hándān è il campus principale della Fudan ed è situato nel distretto di Yangpu. Qui sono situate la maggioranza delle scuole e dei dipartimenti, nonché il dormitorio delle matricole. È a sua volta composto da quattro campus: rettorato, sud, nord e est.

### Fēnglín (枫林)
Il campus di Fēnglín è interamente occupato dallo Fudan University Shanghai Medical College, noto anche come Centro Medico della Università Fudan. Prima della fusione con la Fudan, avvenuta nel 2000, era la sede della Università Medica di Shanghai. Il campus è situato nel distretto di Xuhui.

### Zhāngjiāng (张江)
Il campus di Zhāngjiāng è situato nel Parco Tecnologico di Zhangjiang a Shanghai, nel distretto Pudong. Comprende la Scuola di Microelettronica, la Scuola di Scienza dell'Informazione e della Tecnologia, la Scuola del Software e la Scuola di Farmacia.

### Jiāngwān (江湾)
Il campus di Jiāngwān è il più recente ed è situato a circa 3 km dal campus di Hándān, nel distretto di Yangpu. Vi si è trasferita la Scuola di Legge e sono in corso di trasferimento la Scuola di Scienza della Vita, il Collegio di Lingue e Letterature Straniere, la Scuola di Sviluppo Sociale e Politica Pubblica.

## Collaborazioni
L'Università Fudan è attiva in numerose collaborazioni internazionali tra le quali la rete Universitas 21 per lo scambio di studenti e ricercatori, inoltre ha relazioni di scambio con oltre 200 università e centri di ricerca in oltre 30 paesi.
Nel 2002 ha creato una joint venture tra la Scuola di Management della Fudan e la Olin Business School della Università Washington a Saint Louis).
Per stimolare il sostegno da parte degli ex studenti laureati e per cementare i rapporti con la Università di Yale, nel 2008 ha lanciato a New York la Fudan University Education Development Foundation.